# YH事件
YH事件（朝鲜语：YH사건），也被称为YH贸易女工抗争事件，是1979年8月，韩国第四共和国时期，从事假发贸易的公司YH贸易的172名女工为使公司的业务正常化、工人的权利得到保障，在首尔麻浦区道华洞的新民党总部发起的静坐示威活动，最终由于军警强制清场而结束。事件导致新民党时任总裁金泳三被党内撤职，开除国会议员的职务，成为了釜马事件的导火索。同时，此次事件为后来朴正熙遇刺埋下了伏笔，是朴正熙政府维新体制崩溃的开始。

## 事件概要
YH贸易公司是当时韩国最大的假发出口商，但自1970年代中期以来，韩国的假发出口量下降，加之以社长不正当地对资金挪用以及失败的业务扩张措施，最终导致公司经营情况恶化，于1979年3月30日宣布破产并关闭。此举遭到了公司的工会（于1975年成立）的强烈反对，其呼吁公司规范管理以图挽救公司。但是，由于公司和政府当局对此都没有表现出诚意，因此，工会方面决定从4月15日开始，发起长时间的静坐示威活动，在此期间，警察方面试图迫使示威者解散集会但没有成功，示威者与警察之间的小规模冲突持续不断地进行。到了8月9日，为了打破对峙的僵局，示威者们决定前往当时韩国最大在野党新民党位于首尔麻浦区的党部，在大楼内进行静坐示威。新民党总裁金泳三接受了工人们的请求，同意工人们将示威地点转移到新民党党部，并动员新民党工作人员阻止警察接近。对此国会开展了以为YH贸易女工抗争为主题的政治问题讨论，使朴正熙政府感到事态紧急，不断向新民党内部进行施压，使新民党内部开始内讧。迫于压力，赵一焕等3名新民党成员宣布金泳三当选总裁无效，并且向首尔地方法院提出了金的停职申请。8月11日清晨，大约1000多名警察进入新民主党总部大楼，对静坐示威活动进行强制清场。除了强制驱逐172名示威者以外，警察还对新民党成员和在场的新闻记者进行了无差别的袭击。在被强制清场的过程中，女工金敬淑（21岁，工会执行委员）坠落不幸身亡，一百多人受伤。

## 事后的发展
8月17日，政府对YH贸易公司工会的四名负责人进行了起诉，其中包括YH贸易公司工会的支部长等干部，指控他们违反了《国民保卫特别措施法》 和《集会和示威法》，煽动工人进行非法集会活动。同时政府还指责都市産業宣教会在背后作梗，是诱发事件的幕后黑手。然而，在强制清场事件发生以后，新民党成员立即组织了对YH女工抗争事件中，政府不妥当处理行为的抗议活动，全国各地在野的民主运动力量积极响应了这次抗争，各民主力量的联合为民主化运动提供了条件，直接导致了釜马事件的发生，是维新体制崩溃的开始。 
在事件发生29年后，寻求事件真相，主张和解历史矛盾的過去史整理委員会公开了金庆淑的死因，否定了过去认为她是自杀的传言，证实她是在躲避警察暴力的过程中不慎失足坠落。2012年6月，首尔地方法院民事法院判决金敬淑的遗族以及其他24名原YH贸易公司的员工起诉政府胜诉，判处政府赔偿各受害者1000万至4000万韩元。除了承认原告胜诉以外，还承认了当时政府的强制清场行为侵犯了基本劳工权利以及漠视生命和限制人身自由 。 